# 人生馬戲團
《人生馬戲團》（英語：The Biter Bitten），香港無綫電視製作的時裝電視劇，於2005年開始拍攝，2006年3月20日至4月14日期間首播，共20集，監製徐遇安，由陳浩民、楊思琦、唐文龍、鍾嘉欣及歐錦棠領銜主演。內地某些電視台又稱此劇為《奪寶奇緣》。主題曲由楊思琦主唱。
此劇在2005年由無綫外判予一間獨立製作公司拍攝，主要在广州市番禺区，中國部份地區取景。
2005年8月，楊思琦和鍾嘉欣當年在番禺拍攝《人生馬戲團》事時，與陳浩民及唐文龍和工作人員唱卡拉OK消遣，傳出被當地賊人打劫遇襲，更有傳楊思琦和鍾嘉欣失蹤2小時。事後無綫高層樂易玲勒令所有人封口，故除了當晚藝員及工作人員，無人得知事件真相。後來楊思琦和鍾嘉欣都鮮有提及此事。2018年7月18日，楊思琦在40歲生日前推出寫真集，書中重提2005年拍《人生馬戲團》事件。當時他們在廣州拍攝外景，大家晚上到卡拉OK為楊思琦慶祝生日時遇襲，楊思琦形容這是自己最接近死亡的一次。當時有一群惡漢下車拿著開山刀等武器向他們衝過來，鍾嘉欣拉著她逃亡，拖鞋甩掉也不能回頭；她們最後躲在草叢半小時。
此劇為TVB翡翠台最后一套於20:00檔播出的第一綫劇集，之後從2006年4月10日起翡翠台第一綫劇集延至20:30播映。

## 演員表

### 何家
| 演員           | 角色     | 關係/暱稱 |
| 張永堅（少年） | 何正雄   | 何伯 祥麗製衣廠董事長 何永佳之父 沈倩玲之老爺 何峻峰之爺爺 彭禮順之恩師 年幼時被孫大虎收留，擁有其猛虎回頭畫 設計令其孫離開番禺，以免對自己尋寶行動有阻滯 於第19集允許其孫將寶藏捐給國家，不久後被高坤挾持 於第20集被其孫救走並重見十虎寶藏                     |
| 劉 江          | 何正雄   | 何伯 祥麗製衣廠董事長 何永佳之父 沈倩玲之老爺 何峻峰之爺爺 彭禮順之恩師 年幼時被孫大虎收留，擁有其猛虎回頭畫 設計令其孫離開番禺，以免對自己尋寶行動有阻滯 於第19集允許其孫將寶藏捐給國家，不久後被高坤挾持 於第20集被其孫救走並重見十虎寶藏                     |
| 羅樂林         | 何永佳   | Vincent 祥麗製衣廠廠長 何正雄之子 沈倩玲之夫 何峻峰之父 喜歡收藏和研究古董玉石 於第19集被高坤綁架，對方死後獲救 |
| 程可為         | 何沈倩玲 | Fiona 康比拍賣行高層 何正雄之媳婦 何永佳之妻 何峻峰之母 喜歡席可兒，但嫌棄路丹之出身 於第19集被高坤綁架，對方死後獲救 |
| 陳浩民         | 何峻峰   | 阿Hill 飛翔景隆集團特別助理 何正雄之孫 何永佳、沈倩玲之子 張建星之好友 與路丹成爲好友後逐漸戀上對方，後成其男友 於第19集發現寶藏所在地，後被高坤以其家人和女友安危要挾其合作 於第20集發現寶藏後差點被甘霖殺害，山洞塌落前拿走羊首銅像，最後於劇集尾聲與路丹結婚 |
| 曾慧雲         | 彩 姐    | 何家管家 |
| 曾健明         | 祥 叔    | 何家司機 |

### 飛翔景隆國際集團
| 演員   | 角色   | 關係/暱稱 |
| 洋     | 彭禮順 | 彭總 集團總經理 張建星之舅父 何正雄之舊員工 對風水術數有研究 受何正雄指使偷走有關寶藏之物品，並拉攏甘霖合作 於第19集因炒燶股票欠落幾千萬而想獨吞寶藏，後被高坤要挾合作 於第20集發現寶藏後與甘霖和高坤內訌，後爲保護何正雄而被高坤槍傷，最後與其侄等人逃出山洞 |
| 楊英偉 | 姚國權 | 姚總 馬戲團總經理／節目策劃 對路丹有意思並多次針對飛升雜技團 |
| 馬蹄露 | 王 燕  | 燕姐 馬戲團副經理 |
| 唐文龍 | 張建星 | 阿星 集團特別助理／宣傳及推廣部職員 何峻峰之好友 喜歡路丹，但多次被拒絕 失戀後與同樣失戀之席可兒展開戀情 於第20集發現寶藏和羊首銅像，最後於劇集尾聲與席可兒結婚                                                                                               |
| 陳浩民 | 何峻峰 | 阿Hill 集團特別助理／動物園職員 參見何家 |
| 顏國樑 | 凌大志 | 志叔 集團司機 與高坤勾結私吞寶藏 在尋寶過程擔任雜項助手並助何峻峰等人找線索 於第16集被何峻峰逼出賣高坤而辭職潛逃 |
| 趙敏通 | 昌     | 彭禮順助手兼手下 被彭禮順指使偷走關於寶藏之物品 於第20集死於寶藏所地 |
| 李家聲 | 唐向東 | 白虎唐 動物園白虎哺育專家 |
| 李家鼎 | 周德威 | 鱷魚威 動物園鱷魚專家 梁桂芳之夫 |
| 陳安瑩 | 梁桂芳 | 威嫂 動物園鱷魚專家 周德威之妻 |
| 楊證樺 | 豪     | 動物園職員 小翠之男友 因不滿被白虎唐罵而偷去小白虎 |
| 林泳東 | 才     | 動物園職員 |
| 宋紫盈 | 詠     | 動物園職員 |
| 鄭世豪 | 前     | 動物園職員 |
| 曾守明 | 亮     | 動物園職員 |

### 飛升雜技團
| 演員   | 角色   | 關係/暱稱 |
| 歐錦棠 | 甘 霖  | 團長 本劇終極大反派 飛升雜技團團長 林俊（林三虎）之孫 路丹之誼兄，並暗戀對方 父親傳給他有關寶藏四句話：「蛋非蛋，匙非匙，門非門，火非火」 擁有爲銀蛋之匙之頸鏈 分別被高坤及彭禮順拉攏合作找寶藏，但背後想獨吞寶藏 於第19集被高坤包圍並被逼合作 於第20集發現寶藏後出賣高坤並展開槍戰，最後挾持路丹並想殺害何峻峰但結果失足並墮落深淵 |
| 姚瑩瑩 | 宋妙思 | 思姐 飛升雜技團二師姐 暗戀甘霖並知道他只喜歡路丹，但依然喜歡對方 |
| 殷 櫻  | 小 翠  | 飛升雜技團台柱 阿豪之女友 因助男友偷走小白虎而被踢出雜技團 |
| 姚樂怡 | 言家碧 | 飛升雜技團台柱 天生患有嚴重貧血 因妒忌路丹而多次陷害對方，到了劇集尾聲才與其關係轉好 |
| 鍾嘉欣 | 路 丹  | 丹丹 飛升雜技團團員，後為台柱 陳三妹之外孫女 甘霖之誼妹，六歲時加入雜技團並被對方父親受爲養女 趙蘭蘭之好友 與何峻峰成爲好友後逐漸戀上對方，後成其女友 擁有羅四虎刻有金蛋線索之玉佩，同時亦爲金蛋之匙 於第19集被高坤綁走來威脅何峻峰合作 於第20集被甘霖挾持並爲保護男友而導致其兄失足墮崖，最後於劇集尾聲嫁給何峻峰                  |
| 沈穎婷 | 趙蘭蘭 | 飛升雜技團團員 路丹之好友 爲替路丹討回公道而換走言家碧之藥材 |
| 陳文靜 | 錢 麗  | 飛升雜技團團員 言家碧之好友 |
| 黃芓晴 | 關瑤珠 | 飛升雜技團團員 言家碧之好友 |
| 傅劍虹 | 李亞傑 | 飛升雜技團團員 |
| 何慶輝 | 陳 宏  | 飛升雜技團團員 |
| 王基信 | 李文信 | 飛升雜技團團員 |
| 黃子衡 | 張 偉  | 飛升雜技團團員 |

### 大學考古團隊
| 演員   | 角色   | 關係/暱稱 |
| 胡 楓  | 招學文 | 招教授 大學教授／考古學家 清朝文物權威，心願爲找出十二獸首銅像 狗首銅像被發現後到番禺考古，得知涉及番禺十虎後開始尋找十虎寶藏 於第16集被甘霖和彭禮順設局令其暈倒，從其手上偷去有關寶藏之物品，但因意外撞傷頭部而需要段時間康復 於第20集得到羊首銅像並將其捐給國家 |
| 楊思琦 | 席可兒 | Joey 考古助理 伍潤生之女友，後分手 何峻峰之歡喜冤家，後暗戀對方但被拒絕 失戀後與同樣失戀之張建星展開戀情 於第20集發現寶藏和羊首銅像，最後於劇集尾聲嫁給張建星 |
| 胡諾言 | 伍潤生 | 阿生 考古助理 席可兒之男友，背她與May拍拖，反面後離開團隊 |

### 番禺十虎
| 演員   | 角色   | 關係/暱稱 |
| 王俊棠 | 孫大虎 | 虎頭大哥 番禺十虎老大 當年收留何正雄，知對方不想打家劫舍而讓其做伙頭 被官府追捕時遇伏，臨死前吩咐何正雄將幅畫交給其子 其猛虎回頭畫有藏寶地點指示                                                 |
| 邵卓堯 | 龔立行 | 龔二虎 番禺十虎二兄弟 出自術數世家，自己淪爲山賊前也爲術數大師 其孫擁有其寶劍，但因欠債而轉給高坤 死因不明，但應被政府槍斃 其寶刀內藏有回頭是岸金佛下落之地圖                                    |
| 歐錦棠 | 林 俊  | 林三虎 番禺十虎三兄弟 甘霖之爺爺 田七之僱主 當年受嚴重槍傷，臨死前向其子留下遺言 其遺言隱藏銀蛋及回頭是岸金佛下落                                                                                |
| 李永豪 | 羅樹根 | 羅四虎 番禺十虎四兄弟 冬梅之子 與陳三妹相愛 因出老千而被趕出村，後爲報仇而帶十虎洗劫整條村 失蹤前將有關金蛋下落之玉佩交給陳三妹，後下落不明但應被政府槍斃 其母親墳內藏有金蛋，而金蛋內藏有金酒杯 |
| 楊嘉諾 | 七 虎  | 番禺十虎七兄弟 死因不明，但應被政府槍斃 |

### 其他演員
| 演員           | 角色     | 關係/暱稱 |
| 戴志偉         | 高 坤    | 本劇大反派 坤哥 走私文物犯罪集團頭目／古董商人 與凌大志勾結，欲侵吞十虎寶藏 擁有龔二虎之寶刀，設計令何峻峰等人幫其解開寶刀祕密 於第17集因被何正雄設計令其犯罪集團被揭發而被通緝 於第19集帶同手下包圍彭禮順及甘霖來逼二人合作，後綁架何峻峰家人和女友來逼他講出寶藏所在地 於第20集被甘霖和彭禮順出賣並展開槍戰，最後被寶藏之金磚壓死 |
| 傅子欣（少女） | 陳三妹   | 三婆 路丹之外婆 年輕時與羅四虎相愛，後被對方洗劫村莊時捉走，直到十虎決定殺人滅口而被對方假裝殺害，但後來他一直無回來所以嫁給一個對其有恩之啞巴，一年之後重遇，對方再次應承會回來，故一直等他回來至今，後得何峻峰等人爲其解開心結 |
| 黎 宣          | 陳三妹   | 三婆 路丹之外婆 年輕時與羅四虎相愛，後被對方洗劫村莊時捉走，直到十虎決定殺人滅口而被對方假裝殺害，但後來他一直無回來所以嫁給一個對其有恩之啞巴，一年之後重遇，對方再次應承會回來，故一直等他回來至今，後得何峻峰等人爲其解開心結 |
| 許明志（年青） | 田 七    | 田七伯 林三虎舊僕人 患有老人癡呆症 當年獨吞三虎之金佛像並賣掉少爺仔，後經營當鋪起家 被子女騙去財產並被棄在老人院，後何峻峰爲查出金佛之歷史而從其口中得知三虎留下「飲水思源，落葉歸根，黑白分明，有始有終」四句話，後來誤認甘霖爲三虎本人而精神急轉直下                                                                              |
| 余子明         | 田 七    | 田七伯 林三虎舊僕人 患有老人癡呆症 當年獨吞三虎之金佛像並賣掉少爺仔，後經營當鋪起家 被子女騙去財產並被棄在老人院，後何峻峰爲查出金佛之歷史而從其口中得知三虎留下「飲水思源，落葉歸根，黑白分明，有始有終」四句話，後來誤認甘霖爲三虎本人而精神急轉直下                                                                              |
| 陸駿光         | 光       | 走私文物犯罪集團成員 高坤之手下 受指使從何峻峰等人手上偷去有關寶藏之物品 於第20集死於寶藏所地 |
| 趙樂賢         | 森       | 走私文物犯罪集團成員 高坤之手下 受指使從何峻峰等人手上偷去有關寶藏之物品 於第19集被指使看守寶藏所在之入口，後被打暈 |
| 杜 港          | 邦       | 走私文物犯罪集團成員 高坤之手下 受指使從何峻峰等人手上偷去有關寶藏之物品 於第20集死於寶藏所地 |
| 趙永洪         | 明       | 走私文物犯罪集團成員 高坤之手下 受指使從何峻峰等人手上偷去有關寶藏之物品 於第20集死於寶藏所地 |
| 盧永匡         | 新 郎    | 婚禮新郎哥 |
| 曾梓明         | 兄 弟    | 婚禮兄弟團 |
| 翟兆麟         | 兄 弟    | 婚禮兄弟團 |
| 寧 進          | 兄 弟    | 婚禮兄弟團 |
| 陳建文         | 兄 弟    | 婚禮兄弟團 |
| 陳建文         | 坤手下   | 走私文物犯罪集團成員 |
| 張雪芹         | 新 娘    | 婚禮新娘子 |
| 詹秀君         | 伴 娘    | 婚禮姊妹團 |
| 陳姿穎         | 姊 妹    | 婚禮姊妹團 |
| 林佳蓉         | 姊 妹    | 婚禮姊妹團 |
| 林影紅         | 姊 妹    | 婚禮姊妹團 |
| 陳榮峻         | 邦       | 康比拍賣行職員 |
| 魏惠文         | 才       | Herman 康比拍賣行職員 |
| 蘇恩磁         | 陳 太    | 動物園小白虎常客 |
| 雷 恩          | 研究生   | 招學文之學生 |
| 鍾建文         | 研究生   | 招學文之學生 |
| 劉天龍         | 研究生   | 招學文之學生 |
| 江 漢          | 連局長   | 廣東文物局局長 |
| 李啟傑         | 文物局員 | 內地考古團成員 |
| 黃俊紳         | 文物局員 | 內地考古團成員 |
| 吳幸美         | 文物局員 | 內地考古團成員 |
| 郭德信         | 內地教授 | 內地考古團成員 |
| 孫季卿         | 福 伯    | 赫哲族人 父親當年撿到狗首銅像後離奇病逝，因銅像被視爲邪物而被母親以祖傳法器鎮壓並埋在深處 |
| 鄧汝超         | 福伯亡父 | 赫哲族人 當年撿獲狗首銅頭後被附近之毒器所毒，回家翌日便身亡 |
| 王維德         | 醫 生    | 福伯孫女之醫生 |
| 羅泳嫻         | May      | 伍潤生之女友 懷有對方骨肉並針對席可兒 |
| 鍾志光         | 經 理    | 鱷魚吧職員 |
| 葉凱茵         | 歌 手    | 鱷魚吧職員 |
| 劉深宜         | 侍 應    | 鱷魚吧職員 |
| 湯展維         | 侍 應    | 鱷魚吧職員 |
| 湯展維         | 酒 保    | 鱷魚吧職員 |
| 湯展維         | 坤手下   | 走私文物犯罪集團成員 |
| 蕭徽勇         | 青 年    | 酒吧鬧事客人 |
| 胡麒豐         | 青 年    | 酒吧鬧事客人 |
| 張智軒         | 青 年    | 酒吧鬧事客人 |
| 甘子正         | 經 理    | 經理 |
| 簡慕華         | 看 護    | 老人院看護 |
| 楊家盛         | 三虎幼子 | 林三虎之子 甘霖之父 被田七賣掉，長大後成爲雜技團團長並收養路丹 |
| 陳勉良         | 金山阿伯 | 阿啟 林家村村民 |
| 湯俊明         | 陳經理   | 酒店經理 |
| 黃煒溏         | 楊師父   | 楊家太極高手 |
| 蘇麗明         | 大 婆    | 明哥之妻 |
| 夏竹欣         | 二 奶    | 明哥之情婦 |
| 古明華         | 明 哥    | 衰佬明 背妻偷吃丈夫 |
| 林遠迎         | 侍 應    | 餐廳侍應 |
| 黎秀英         | 二 嬸    | 路丹親戚 |
| 賀文傑         | 酒 保    | 鱷魚吧職員 |
| 黃嘉豪（童年） | 茂 叔    | 大魚村現任村長 父親當年爲村長並被十虎殺害 因條村當年被番禺十虎洗劫而對陳三妹恨之入骨，後因張建星捐款修葺祠堂而與對方和解 |
| 凌禮文         | 茂 叔    | 大魚村現任村長 父親當年爲村長並被十虎殺害 因條村當年被番禺十虎洗劫而對陳三妹恨之入骨，後因張建星捐款修葺祠堂而與對方和解 |
| 李海生         | 村 長    | 大魚村村民 當年因羅樹根出千而趕其出村，後被其帶同番禺十虎洗劫條村來報仇 |
| 陳狄克         | 村 民    | 大魚村村民 當年因羅樹根出千而趕其出村，後被其帶同番禺十虎洗劫條村來報仇 |
| 李岡龍         | 村 民    | 大魚村村民 當年因羅樹根出千而趕其出村，後被其帶同番禺十虎洗劫條村來報仇 |
| 譚錦萌         | 冬 梅    | 羅四虎母親 兒子被趕出村後鬱鬱而終 山墳以「夏菊」之名建立，並藏有寶藏之線索 |
| 李子明         | 丹外公   | 陳三妹之啞巴亡夫 路丹之亡外公 |
| 何俊軒         | 坤手下   | 走私文物犯罪集團成員 |
| 郭卓樺         | 華       | 自稱二虎後人，被高坤收買 |
| 鄺佐輝         | 醫 生    | 三婆手術之醫護人員 |
| 張貝蒨         | 護 士    | 三婆手術之醫護人員 |
| 朱維德         | 老 闆    | 古董店老闆，被高坤收買 |
| 朱婉儀         | 賣 手    | 古董店女客人，被高坤收買聲稱被何永佳非禮 |
| 潘嘉雯         | 護 士    | 護士 |
| 沈可欣         | 護 士    | 護士 |
| 沈可欣         | 星女友   | 電視台職員，被張建星稱爲女友 |
| 招石文         | 中醫師   | 言家碧之中醫 |
| 何耀源         | 司 機    | 司機 |
| 卓 躒          | 售貨員   | 藥方店員 |
| 裘卓能         | 醫 生    | 甘霖之手術醫生 |
| 葉 暐          | 醫 生    | 招學文之手術醫生 |
| 黃鳳琼         | 售貨員   | 服裝店店員 |
| 楊鴻俊         | 兒男友   | 席可兒舊同學，被其稱爲男友 |
| 鄧瑞華         | 坤手下   | 走私文物犯罪集團成員 |
| 韓 平          | 坤手下   | 走私文物犯罪集團成員 |
| 詹小玲         | 坤手下   | 走私文物犯罪集團成員 |
| 林淑敏         | 三 奶    | 明哥之情婦 |

## 收視
以下為該劇於香港無綫電視翡翠台之收視紀錄：
| 週次 | 日期                  | 香港平均收視 | 广州CSM合计 | 广州AGB省网 | 广州AGB市网 | 广州AGB合计 |
| ---- | --------------------- | ------------ | ----------- | ----------- | ----------- | ----------- |
| 1    | 2006年3月20日-3月24日 | 32點         | 20.4        | 6.7         | 9.1         | 15.8        |
| 2    | 2006年3月27日-3月31日 | 29點         | 20.4        | 6.6         | 9.7         | 16.3        |
| 3    | 2006年4月3日-4月7日   | 31點         | 20.92       | 7.6         | 9.1         | 16.7        |
| 4    | 2006年4月10日-4月14日 | 32點         | 20.92       |             |             |             |

- 本剧为广州地区2006年电视剧收视冠军。

## 虛構情節
劇中的「番禺十虎」純粹虛構。

## 記事
本劇以广州長隆旅游度假区及尋寶為背景，題材新鮮，收視高開，其後亦同樣穩定。

## 外部連結
- 無綫電視官方網頁 - 人生馬戲團